# Oxytropis kodarensis
Oxytropis kodarensis är en ärtväxtart som beskrevs av Boris Alexandrovich Jurtzev och Leonid I. Malysev. Oxytropis kodarensis ingår i släktet klovedlar, och familjen ärtväxter. Inga underarter finns listade i Catalogue of Life.